# Decano (educação)
O decano ou deão, em uma faculdade ou instituição universitária, é o mais antigo dos membros da congregação de professores. 
Em geral, um decano fica responsável pela contratação de novos professores, bem como representar os interesses da universidade, regularizando os cursos e exames da instituição.